# 76-й Латышский особый стрелковый полк
76-й Латышский особый стрелковый полк, с 7 сентября 1941 года 2-й Латышский стрелковый полк 8-й армии  - воинская часть СССР в Великой Отечественной войне.

## История
Сформирован в Латвии из рабочих отрядов и батальонов Рабочей гвардии Риги, Елгавы и других городов Латвии, точнее сказать сначала были сформированы отдельные рабочие батальоны и роты Рабочей гвардии, сведённые во 2-й Латышский рабочий добровольческий полк (или Латышский стрелковый полк 8-й армии) в начале июля 1941 года. Насчитывал в своём составе 1200 человек. Впоследствии переименован во Латышский стрелковый полк 8-й армии, 7 сентября 1941 года стал 76-м Латышским особым стрелковым полком.
В действующей армии с 22 июня 1941 года по 1 ноября 1941 года.
В начале июля 1941 года включён в состав 125-й стрелковой дивизии и действовал в Эстонии в её составе, отходя с боями к Нарвскому перешейку и далее, к Ораниенбауму. Так, 23—25 августа 1941 года полк вёл бои у деревни Кошкино Ленинградской области, обеспечивая выход из окружения советских артиллерийских частей, затем отошёл к деревне Крикково.
На 7 сентября 1941 года полк находился в районе Петергофа и насчитывал в своём составе 381 человек. 11-13 сентября 1941 года полк частью сил, подчинённых 3-му стрелковому полку 1-й гвардейской ополченческой дивизии вёл бои на берегу реки Стрелки в Ропше.
Отошёл на Ораниенбаумский плацдарм, 1 ноября 1941 года расформирован

## Подчинение
| Дата            | Фронт (округ)       | Армия     | Корпус | Примечания                   |
| --------------- | ------------------- | --------- | ------ | ---------------------------- |
| 22.06.1941 года | Северный фронт      | -         | -      | в виде полка не существовало |
| 01.07.1941 года | Северный фронт      | -         | -      | в виде полка не существовало |
| 10.07.1941 года | Северный фронт      | 8-я армия | -      | -                            |
| 01.08.1941 года | Северный фронт      | 8-я армия | -      | -                            |
| 01.09.1941 года | Ленинградский фронт | 8-я армия | -      | -                            |
| 01.10.1941 года | Ленинградский фронт | 8-я армия | -      | -                            |

## Командиры
- Фрицис Пуце, полковник, погиб в сентябре 1941